# BigTable
BigTable — проприетарная высокопроизводительная база данных, построенная на основе Google File System (GFS), Chubby Lock Service и некоторых других продуктах Google. В настоящий момент не распространяется и не используется за пределами Google, хотя Google предлагает использовать её как часть Google App Engine.

## История создания
Работа над BigTable была начата в 2004 году, и сейчас СУБД используется в различного рода приложениях Google, таких как MapReduce, которое часто используется для создания и модификации данных, хранящихся в BigTable, Google Maps, Google Book Search, Search_History, Google Earth, Blogger.com, Google Code hosting, Orkut и YouTube. Причины, побудившие Google к созданию собственной базы данных — масштабируемость и больший контроль над производительностью.

## Другие реализации
Открытое ПО
- HBase — система написана на Java, добавляет функциональность, аналогичную BigTable, в ядро Hadoop.[6][7]
- Hypertable — система предназначена для управления хранением данных и обработки информации в больших кластерах серверов.[8][7]
- Cloudata — написанная на Java СУБД, разработанная корейским программистом Yk Kwon[7].
- Apache Accumulo — клон Bigtable созданный в Агентстве национальной безопасности США.
- Apache Cassandra — основанная на модели данных BigTable распределённая система хранения данных Facebook.
- Project Voldemort — распределённая система хранения данных используемая LinkedIn.
- Neptune (сайт больше не поддерживается) — система написана на Java, использует компоненты Hadoop: ZooKeeper и HDFS.
- KDI — клон BigTable созданный в Kosmix.

Google Fusion Tables
- Google Fusion Tables была выпущена 9 июня 2009 года как экспериментальная система для управления данными в облаке.[9][10]